# Aappilattoq (Upernavik)
Aappilattoq [ˈaːpːiˌlatːɔq] (nach alter Rechtschreibung Augpilagtoĸ) ist eine grönländische Siedlung in der Avannaata Kommunia im Distrikt Upernavik.

## Lage
Aappilattoq liegt etwa 22 Kilometer östlich des Distrikthauptorts Upernavik an der Nordwestspitze einer gleichnamigen Insel. Nördlich verläuft der Fjord Ikeq (Upernavik Isfjord).

## Geschichte
1798 hatte Aappilattoq 19 Einwohner. 1805 wurde ein Garnfangversuch in Aappilattoq aufgebaut. 1806 lebten 21 Menschen in einem Haus in Aappilattoq. Während des Kriegs von 1807 bis 1814 wurde der Udsted aufgegeben. 1850 war der Ort bereits neugegründet wurden und lebten schon 45 Menschen in Aappilattoq. 1911 wurde Aappilattoq eine eigene Gemeinde, der noch der Wohnplatz Aappi angehörte. Sie war Teil des 12. Landesratswahlkreises.
1918 hatte Aappilattoq 56 Einwohner, die in acht Häusern lebten. Der Ort war recht wohlhabend und die Bewohner mussten keinen Hunger leiden. Wenn der Robbenfang wenig ertragreich war, fischte man Heilbutt. Neben den grönländischen Wohnhäusern gab es in Aappilattoq eine Wohnung für den Udstedsverwalter, die 1864 errichtet wurde. Sie war aus Ziegelsteinen gebaut, aber mit Brettern verkleidet. Sie hatte zwei Zimmer und Küche und beherbergte auch einen kleinen Laden. Es gab ein Speckhaus aus Stein mit Proviantlager im Dachgeschoss und ein weiteres Speckhaus aus Torfmauern und flachem Bretterdach von 1853. Die Schulkapelle war ebenfalls aus Ziegelsteinen gebaut. Sie hatte eine Uhr, einen Predigtstuhl, ein hölzernes Taufbecken, ein Harmonium und zwölf Stühle. Alle öffentlichen Gebäude litten häufig unter Wasserschäden, weil der Boden häufig nass war. Unter den Bewohnern waren der Udstedsverwalter, ein Katechet und eine Hebamme.
1927 und 1932 wurde je ein Packhaus errichtet, wobei letzteres auch als Laden diente. 1930 hatte Aappilattoq 69 Einwohner, aber bis 1950 stieg die Einwohnerzahl auf 107 Personen. 1952 erhielt Aappilattoq eine neue Schulkapelle. 1960 lebten schon 136 Menschen im Ort 1970 waren es 140. 1958 wurde eine Hebammenwohnung errichtet und 1962 eine Werkstatt. 1965 wurde erneut eine neue Schulkapelle gebaut.
1950 wurde Aappilattoq Teil der neuen Gemeinde Upernavik. Bei der Verwaltungsreform 2009 wurde der Ort in die Qaasuitsup Kommunia eingegliedert. Seit 2018 ist Aappilattoq Teil der Avannaata Kommunia.

## Wirtschaft
Aappilattoq lebt von der Fischerei und der Robbenjagd. Bedeutendster Fangfisch ist der Schwarze Heilbutt, der in der Fischfabrik von Aappilattoq verarbeitet wird. Neuerdings lebt auch der Tourismus in Aappilattoq auf. So werden beispielsweise Hundeschlittenfahrten nach Upernavik angeboten.

## Infrastruktur und Versorgung
Aappilattoq besitzt keinen richtigen Hafen und die Boote liegen hauptsächlich am Ufer. Aufgrund der Lage friert das Meer vor Ort selten zu, sodass Aappilattoq meist ganzjährlich erreichbar ist. Zusätzlich existiert der Heliport Aappilattoq. Innerorts erfolgt der Verkehr per Hundeschlitten oder Schneemobil. Durch Aappilattoq verläuft lediglich eine größere Straße, deren Zustand aber sehr schlecht ist. Von ihr aus laufen kleinere Pfade zu den Häusern.
Abwasser und Müll werden ins Meer gekippt. Die Wasserversorgung läuft über die Süßwasserseen in der Nähe. Um die Telekommunikation kümmert sich TELE Greenland.

## Bebauung
Weil der Ort komplett vom Meer im Westen und von hohen Bergen im Osten umgeben ist, ist Aappilattoq sehr dicht gebaut und es existieren keine weiteren Bauflächen. Im Ort gibt es zwei Schulen, nämlich die alte Schule Paaviap Atuarfia und die neue, 2011 errichtete Narsannguup Atuarfia, die auch eine Bibliothek enthält. Es werden etwa 30 Schüler bis zur neunten Klasse unterrichtet. Im Ort gibt es zudem ein Servicegebäude, ein Dorfbüro, ein Versammlungsgebäude, eine Pilersuisoq-Filiale und die Kirche. Fünf Gebäude in Aappilattoq sind als erhaltenswürdig eingestuft.

## Sport
Aus Aappilattoq stammt der 1962 gegründete Fußballverein ASP-62, der 1963/64 an der Grönländischen Fußballmeisterschaft teilnahm.

## Bevölkerungsentwicklung
Die Bevölkerungszahl von Aappilattoq verdoppelte sich nach einem Tiefpunkt Mitte der 1980er Jahre bis zur Jahrtausendwende und geht seither wieder zurück.

## Söhne und Töchter
- Jørgen Kleemann (1923–2023), Musiker

## Panorama

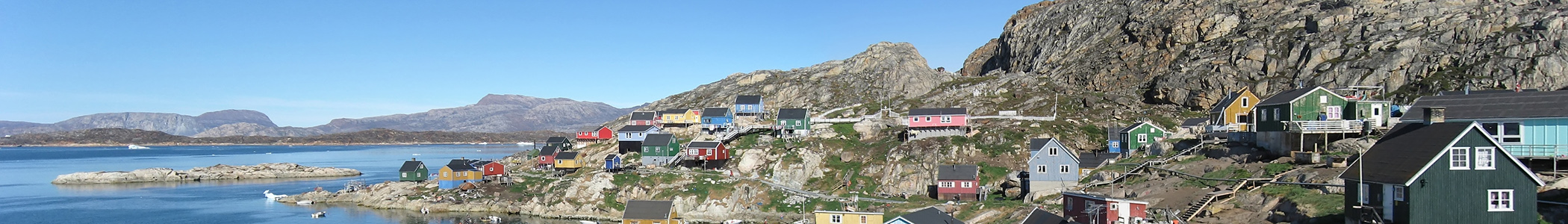
Panorama von Aappilattoq (2007)